# Аварский округ
Аварский округ — административная единица в составе Дагестанской области и Дагестанской АССР, существовавшая в 1864—1928 годах. Центр — село Хунзах.

## История
Аварский округ в составе Дагестанской области был образован из Аварского ханства в 1864 году. В 1921 году вошёл в состав Дагестанской АССР.
В ноябре 1928 года в Дагестанской АССР было введено кантонное деление и все округа были упразднены.

## Население
По данным переписи 1897 года в уезде проживали 37,6 тыс. чел. В том числе аварцы — 95,8 %; арабы — 2,4 %; русские — 1,1 %. В селе Хунзах проживало 1587 чел.

## Административное деление
Округ делился на наибства, которые в 1899 году были преобразованы в участки. Участки подразделялись на общества.
В 1895 году в уезде было 4 наибства: Батлухское (центр — с. Нижний Батлух), Койсубулинское (центр — с. Унцукуль), Хунзахское, Цатаныхское (центр — с. Харахи).
К 1926 году округ делился на 4 участка: Бахлухский (центр — с. Андик), Койсубилинский (центр — с. Унцукуль), Харахинский, Хунзахский.